# Malédiction des Bragance
 (mai 2009).
Si vous disposez d'ouvrages ou d'articles de référence ou si vous connaissez des sites web de qualité traitant du thème abordé ici, merci de compléter l'article en donnant les références utiles à sa vérifiabilité et en les liant à la section « Notes et références ».
 (mars 2023).
- Si vous ne connaissez pas le sujet, laissez ce bandeau (vous pouvez alors contacter les auteurs).
- Si vous supprimez le contenu mis en cause (vous pouvez préalablement contacter les auteurs),

argumentez précisément cette suppression dans la page de discussion
(un manque de référence n'est pas un argument ; une recherche réelle de référence doit avoir été effectuée, être formellement documentée).
La malédiction des Bragance est une légende créée à cause de la coïncidence des décès de tous les premiers-nés mâles des rois du Portugal avant qu’ils ne purent régner.

## Histoire
Selon la légende, la malédiction serait due à Jean IV de Portugal, qui refusant l’aumône à un frère franciscain et le chassant à coups de pied, le frère le maudit en lui disant qu’aucun premier-né ne vivrait assez pour régner.
Chose curieuse dès que les Bragances cessèrent de régner au Portugal ou au Brésil, la malédiction s’arrêta.

## Chronologie
Au Portugal, les premiers-nés sont :
- Théodose (1634 -1653), fils ainé de Jean IV, roi de 1640 à 1656, 1er roi de la dynastie Bragance
- Alphonse VI de Portugal (1643-1683), 2e Bragance, roi de 1656 à 1683, sans enfant
- Prince Jean de Bragance, né en 1688. Il ne vécut que 17 jours. Fils ainé du 3e Bragance Pierre II de Portugal, roi de 1683 à 1706
- Prince Pierre de Bragance né 1712, mort 1714, 1er fils de Jean V de Portugal, 4e Bragance, roi de 1706 à 1750
- Joseph Ier de Portugal, 5e Bragance, roi de 1750 à 1777 ; il n’eut que 4 filles
- Marie Ire de Portugal, sa fille 6e Bragance, reine de 1777 à 1816 avec Pierre III de Portugal son oncle, frère de Joseph Ier
- Leur 1er fils, le prince Joseph, né en 1766, meurt en 1788. Son frère cadet Jean VI de Portugal, 7e Bragance, roi de 1816 à 1826 lui succédera.
- Le prince Antoine (1795–1801), 1er fils de Jean VI de Portugal, son 2e fils, Pierre, né en 1798, deviendra Pierre Ier du Brésil, empereur du Brésil 1822-1831 puis en 1826, 8e Bragance, roi de Portugal pendant deux mois sous le nom de Pierre IV du Portugal. Il abdiquera au Portugal en faveur de sa fille Marie II et au Brésil en faveur de son troisième fils, Pierre II, empereur du Brésil de 1831 à 1891. Les deux premiers fils de Pierre IV du Portugal subirent la malédiction des Bragance et meurent en bas âge. 
  - Le prince Michel, né et mort en 1820
  - Le prince Jean, né en 1821 et mort en 1822
- Son 3e fils, l’empereur Pierre II du Brésil, né en 1825, subit aussi la malédiction car ses deux seuls fils mourront jeunes
  - Le Prince Alphonse, né en 1845, mort en 1847
  - Le Prince Pierre, né en 1848, mort en 1850

L’empereur Pierre II sera chassé par la République Brésilienne et sa fille ainée Isabelle, mariée à un prince d’Orléans, sera l’héritière du trône du Brésil ; ses descendants Orléans et Bragance ne connurent pas la malédiction.
Seuls survécurent les descendants de Michel Ier de Portugal, 3e fils de Jean VI de Portugal, qui sera régent de 1826 à 1828 pour Marie II de Portugal sa nièce, lors de l’abdication de son frère Pierre IV. Il se proclamera roi de 1828 à 1834, date de la restauration de Marie par Pierre IV. Michel Ier s’exila et fondera une famille dont les premiers-nés échappèrent à la malédiction car leur père n’étant pas roi à leurs naissances ;
ses descendants sont les actuels prétendants au trône portugais.
La dynastie issue de Marie II de Portugal, dite de Bragance-Saxe-Cobourg ou de Wettin par son mari Ferdinand II de Portugal, connut aussi des tragédies bien que les garçons et descendants mâles survécurent, car son fils ainé Pierre V régna de 1853 à 1861, mort à l’âge de 24 ans sans enfants et perdit la même année de sa mort en 1861 ses deux frères plus jeunes, âgés de 19 et 15 ans sans descendances aussi. 
Son frère Louis Ier de Portugal lui succéda de 1861 à 1889 mais son fils Charles Ier de Portugal roi de 1889 à 1908 sera assassiné avec l’héritier du trône, le prince Louis Philippe, âgé de 21 ans. 
Son 2e fils Manuel II, roi de 1908 à 1910, sera chassé par la République et mourra en 1932 sans enfants terminant cette dynastie.